# 侬
侬，最早作农，是汉语方言中的人称代词，本义是「人」，曾经普遍见于汉语南方方言，现今仍可见于吴语、闽语、徽語方言。

## 本字與讀音
“侬”字的使用由来已久，在魏晋南北朝时期的《乐府诗集》中就已经可以看到很多例子，例如江南的《子夜歌》裡有“惆悵使儂愁”，“荊、郢、樊、鄧之間”的《西曲歌》也有“九裡新儂還”。在更早的文獻中，“儂”也作“农”，例如《庄子》中有一位人物叫做“石户之农”。唐代注家成玄英称“今江南唤人为农”，证明早期的“侬”/“农”主要在长江以南的方言中出现，唐代方言中仍然保留了這種讀音。用“农”、“侬”指代人的起源目前尚不明确，多数学者认同“侬”的本字即“农”，古人可能以“农”借代一般人；潘悟云、陈忠敏认为現代吴、闽语皆不用“农”指代农民，无论“农”还是“侬”都是拟声词，这一词汇應該来自古代百越语，作为百越后裔的现代壯侗語、苗瑤語人称代词也保留了这一特征，例如广西的侬族以“侬”自称。
两字在中古漢語的音韵地位均為通摄合口一等冬韵泥母，在南方各地的讀音各有不同，一般來講文讀作/noŋ/或者/nuŋ/，白讀為/naŋ/。在不少吳語方言中，“儂”字已經發生音變，鼻韻尾脫落，彼此發音相去甚遠。

## 在各方言中的使用
根據曹志耘的調查，用“儂”表示「人」的方言包括吳語甌江片、婺州片、處衢片大部以及太湖片的昌化、嵊州、新昌，閩語閩東、閩南、莆仙、瓊雷方言，以及徽語的淳安、壽昌。:39
吴语的人称代词常常加“侬”，因此古人称吴语区为“三侬之地”，意思是无论「你我他」末尾都带“侬”，例如「我侬」、「尔侬」、「渠侬」分别表示「你我他」。在现代吴语中，人称代词的“侬”缀广泛分布于瓯江片、台州片以外的吴语区，根据明嘉靖《太平县志》的记载温岭县古代也是用“侬”，因此台州片在古代可能也是有“侬”的，许多地方第二人称“尔侬”简化为“侬”。徽语都保留了“侬”，其中严州方言以及徽州方言中的德興仍保留了“三侬”，并且徽州绩溪方言中的/n̩0/缀可能是一种弱化的“侬”缀。赣语的昌靖片、鷹弋片和懷嶽片也是人称代词“侬”缀的连续分布区域。
此外，还有方言使用「我侬」、「尔侬」、「渠侬」表示「我们」、「你们」、「他们」。闽语中这一现象最为普遍，吴语、徽语、赣语、湘語、湘南土話、湖南境内的客家話也有体现，例如徽州黟縣方言，但徽州其它地区主要用「我人」、「尔人」、「渠人」。闽语中以闽南片为例，复数人称代词“阮”“恁”实际上是「我侬」、「汝侬」、「伊侬」的合音，这一点在汕頭、揭陽、海豐的闽南方言中可以体现，当地虽然有“阮”“恁”但仍保留了“伊侬”。